# 김포골드라인운영
김포골드라인운영주식회사(GIMPO Goldline Co., Ltd.)은 서울교통공사의 자회사로 김포 도시철도의 관리 및 운영사업을 목적으로 2018년 1월 12일 설립되었다. 김포골드라인은 서울교통공사가 단독으로 출자 하였다.

## 주요 연혁
- 2014년 3월 26일: 김포 도시철도를 착공하였다.
- 2016년 6월 30일: 위탁 운영사를 서울특별시 도시철도공사 (현 서울교통공사)로 선정
- 2018년 1월 12일: 회사 설립
- 2019년 9월 28일: 개통
- 2024년 9월 27일: 김포 골드라인 운영사업 종료
- 2025년 1월 1일: 법인 해산

## 같이 보기
- 김포 도시철도
- 서울특별시 도시기반시설본부
- 수도권 전철
- 도시 철도
- 경전철
- 신교통 시스템
- 남서울경전철
- 의정부경전철 (기업)
- 공항철도 (기업)
- 서울시메트로9호선
- 용인경량전철
- 부산-김해경전철 (기업)
- 서울교통공사
- 인천교통공사

## 보유 차량
- 김포골드라인운영 1000호대 전동차